# Камбоџа на Светском првенству у атлетици на отвореном 2017.
Камбоџа је учествовала на Светском првенству у атлетици на отвореном 2017. одржаном у Лондону од 4. до 13. августа десет пута. Репрезентацију Камбоџе представљао је један атлетичар који се такмичио у трци на 100 метара.,
На овом првенству такмичар Камбоџе није освојио ниједну медаљу, нити је остварио неки резултат.

## Учесници
Мушкарци:
- Phearath Nget — 100 м

## Резултати

### Мушкарци
| Атлетичар     | Дисциплина | Лични рекорд | Предтакмичење | Предтакмичење | Квалификације        | Квалификације        | Полуфинале           | Полуфинале           | Финале               | Финале       | Детаљи |
| Атлетичар     | Дисциплина | Лични рекорд | Резултат      | Место         | Резултат             | Место                | Резултат             | Место                | Резултат             | Место        | Детаљи |
| ------------- | ---------- | ------------ | ------------- | ------------- | -------------------- | -------------------- | -------------------- | -------------------- | -------------------- | ------------ | ------ |
| Phearath Nget | 100 м      | 10,87        | 10,99 ЛРС     | 4. гр. 1      | Није се квалификовао | Није се квалификовао | Није се квалификовао | Није се квалификовао | Није се квалификовао | 47 / 58 (62) |        |